# 10057 L’Obel
A 10057 L'Obel (ideiglenes jelöléssel 1988 CO1) a Naprendszer kisbolygóövében található aszteroida. Eric Walter Elst fedezte fel 1988. február 11-én.